# Chiến tranh nhân dân giải phóng Macedonia
Chiến tranh nhân dân giải phóng Macedonia (tiếng Macedonia: Народноослободителна Борба на Македонија (НОБ), Narodnoosloboditelna Borba na Makedonija, tiếng Serbia-Croatia: Македонија у Народноослободилачкој борби, Makedonija u Narodnoosklobodilachkoj) là một cuộc chiến tranh xảy ra trong Chiến tranh thế giới thứ hai, giữa một bên là các lực lượng yêu nước người Macedonia thuộc Quân giải phóng Nhân dân Macedonia (một bộ phận của Quân giải phóng Nhân dân Nam Tư) và bên kia là các lực lượng phát xít xâm lược của Đức Quốc xã, Phát xít Ý và các đồng minh của nó. Cuộc chiến bắt đầu vào sự kiện ngày 11 tháng 10 năm 1941 khi quân giải phóng tập kích một bót cảnh sát Bulgaria ở Prilep và kết thúc với việc thành phố Tetovo được giải phóng vào ngày 19 tháng 11 năm 1944.
Chiến tranh nhân dân giải phóng Macedonia là một phần của Chiến tranh nhân dân giải phóng Nam Tư.

## Bối cảnh
Sau khi cuộc Chiến tranh Balkan (1912-1913) kết thúc, theo Hòa ước Bucharest (1913), vùng lịch sử Macedonia (trước đây thuộc đế quốc Osman) được phân chia giữa 3 quốc gia Hy Lạp, Bulgaria và Serbija. Từ năm 1912 đến 1941, vùng Vardar Macedonia thuộc lãnh thổ của Serbija và sau đó Nam Tư.
Trong thời gian đó, ở Macedonia các lực lượng dân tộc chủ nghĩa li khai Macedonia hoạt động theo haiu đường hướng khác nhau.Hướng thứ nhất do Tổ chức Cách mạng Nội địa Makedoija (Внатрешна Македонска Револуционерна Организација, Vnatrešna Makedonska Revolucionerna Organizacija - VMRO) theo cánh hữu đại diện, chủ trương xây dựng một nhà nước Macedonia thân Bulgaria nằm dưới sự bảo hộ của nước Đức Quốc xã và phát xít Ý. Hướng thứ hai do nhóm cánh tả li khai của VMRO - Tổ chức Cách mạng Nội địa Macedonia (thống nhất) (Внатрешна македонска револуционерна организација (обединета), Vnatrešna makedonska revolucionerna organizacija (obedineta)) - về sau gia nhập Đảng Cộng sản, chủ trương thành lập một nhà nước Xô Viết Macedonia nằm trong một Liên bang Balkan. Ý kiến này được ủng hộ bởi các thành viên như P. P. Shatev, D. Ya. Vlahov, M. T. Shatorov, P. Brashnarov và nhiều người khác.

## Diễn biến

### Phe Trục xâm lược Macedonia
Ngày 6 tháng 4 năm 1941, phát xít Đức và Ý tấn công xâm lược Nam Tư. Chỉ trong vòng 10 ngày, quân đội vương gia Nam Tư bị đánh bại và lãnh thổ quốc gia này nhanh chóng bị các quốc gia phát xít chiếm đóng. Về phía mình, Bulgaria không tham gia tấn công xâm lược Nam Tư nhưng đến ngày 18 tháng 4 cùng năm, theo thỏa thuận với các nước phe Trục, quân đội Bulgaria tiến vào chiếm giữ miền Nam lãnh thổ Nam Tư và kiểm soát một phần lãnh thổ Vardar Banovina. Và ngay trước khi quân đội Bulgaria tiến vài Vardar Macedonia, các lực lượng thân Bulgaria (bao gồm các Ủy ban Hành động Bulgaria) đã tổ chức tấn công giành chính quyền tại địa phương.
Комитетите организираат свечени дочеци на бугарската војска, коja навлегува во Кралството Југославија на 19 април 1941 година. Thư ký của Ủy ban của Liên đoàn những người Cộng sản Nam Tư (KPJ), Metodi Tasev Shatorov - Sharlo, đã ra lời tuyên bố kêu gọi thành lập một mặt trận tổ quốc chung quy tụ mọi thành phần yêu nước, và sau đó Ủy ban đã tình nguyện gia nhập lực lượng của Đảng Công nhân Bulgaria (Cộng sản). 12.000 tù binh chiến tranh người Anh đã được giải thoát dưới sự giúp đỡ của các Ủy ban, và những người Serb sống tại đây cũng bị trục xuất về nước.